# 1118

## Догађаји
- 24. јануар – Папа Геласије II наслеђује папу Пасхала II као 161. папа.
- 10. март – Гргур VIII је изабран за антипапу.
- 14. април — Балдуин ле Бурж крунисан за јерусалимског краља

- 15. август – Цар Алексије I Комнин умире након 37-годишње владавине, током које је повратио контролу над западном Анадолијом (данашњом Турском). Стабилизује своје границе ратовима са Норманима на западном Балкану и Селџучким Турцима на истоку. Алексија је наследио његов 30-годишњи син, Јован II Комнин (Добри), као владар Византијског царства.
- Договорен је мир између Енглеске и Фландрије.
- Ђорђа Војислављевића, владара кнежевине Србије, збацио је Урош I од Рашке.
- Ђорђа I од Дукље збацио је његов рођак Грубеша.
- У Нормандији избија побуна против краља Хенрија I од Енглеске.
- Петар Абелар и Елоиза д'Аржантеј добијају дете и тајно се венчавају у Паризу. Њен ујак Фулберт кастрира Абеларда, а и Абелар и Елоиза ступају у монаштво.
- Економска конкуренција између Милана и Кома доводи два града до рата.
- Након смрти брата Филипа, Инге Млађи постаје једини краљ Шведске.
- Алморавиди губе контролу над долином Ебра.
- 18. децембар – Алфонсо I од Арагона протерује Маваре из Сарагосе. Арагонци поново освајају многе долине Халона и Хилоке.
- Трупе Рамона Беренгера III, грофа Барселоне, предвођене надбискупом Олегером Бонестругом, освајају Тарагону од Мавара.
- Завршава се ера Зенге цара Хуизонга из династије Сунг у Кини и почиње ера Чонгхе.
- Завршава се ера Јонгнинг цара Чонгзонга из Западне Сја.
- Давид IV од Грузије осваја Лори од Селџучких Турака. Насељава Кипчаке у Грузији.
- 11. јун – Руђер од Салерна, принц Антиохије, осваја Азаз од Селџучких Турака.
- Византијски генерал Филокалес осваја Сард, из селџучког султаната Рум.
- Балдуин I од Јерусалима напада Египат, али умире од старе ране.
- Балдуин II од Ле Бурга наслеђује свог рођака Балдуина I као краљ Јерусалима.
- Жоселин I наслеђује Балдуина од Ле Бурга као гроф Едесе.
- Сулејман I ибн ел-Гази постаје емир Алепа.
- Ахмед Санџар и Махмуд II проглашавају се ривалским селџучким султанима, након смрти Мехмеда I од Великог Селџука.
- Ел-Мустаршид постаје абасидски калиф.
- Бахрам Шах постаје газневидски цар.

## Рођења
- 28. новембар — Манојло I Комнин, византијски цар. (†1180)

## Смрти
- 2. април — Балдуин I Јерусалимски, краљ Јерусалима
- 16. април — Аделада дел Васто, јерусалимска краљица, жена краља Балдуина I

### Август
- 15. августа умро Алексије I Комнин, византијски цар